# 前民
前民（1924年—），曾用名李士云，男，辽宁鞍山人，中国歌剧表演艺术家，一级演员。